# Tieta (telenovela)

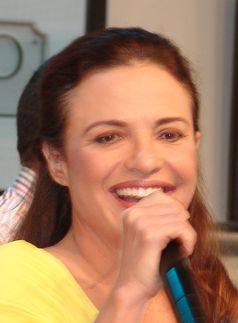
Luíza Tomé, interpretó el papel de Carol, la joven amante de Modesto.

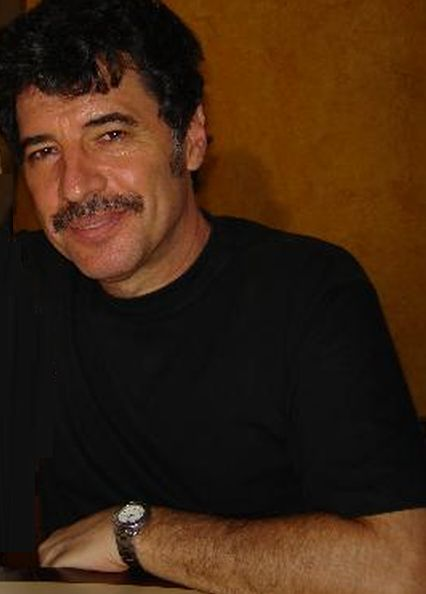
Paulo Betti interpretó el papel de Timoteo, el esposo de Elisa.

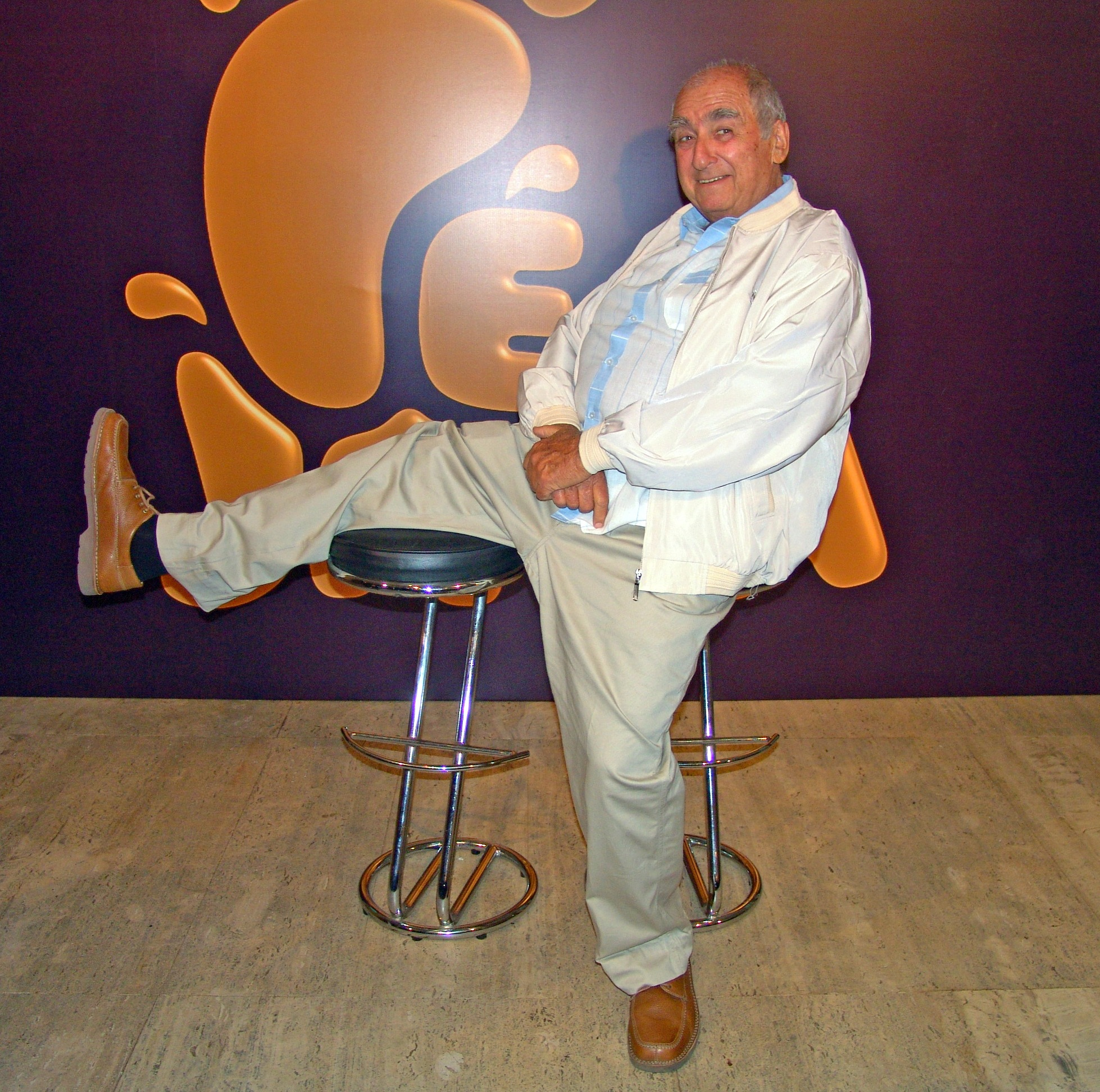
Elias Gleizer interpretó el papel de Jairo.

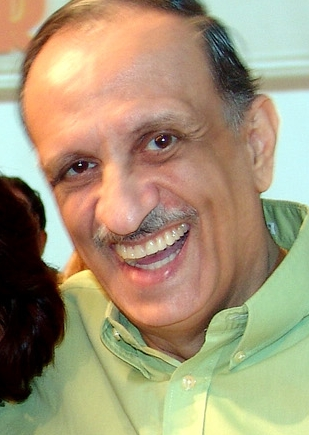
Benvindo Siqueira interpretó el papel de Bafo de Bode.

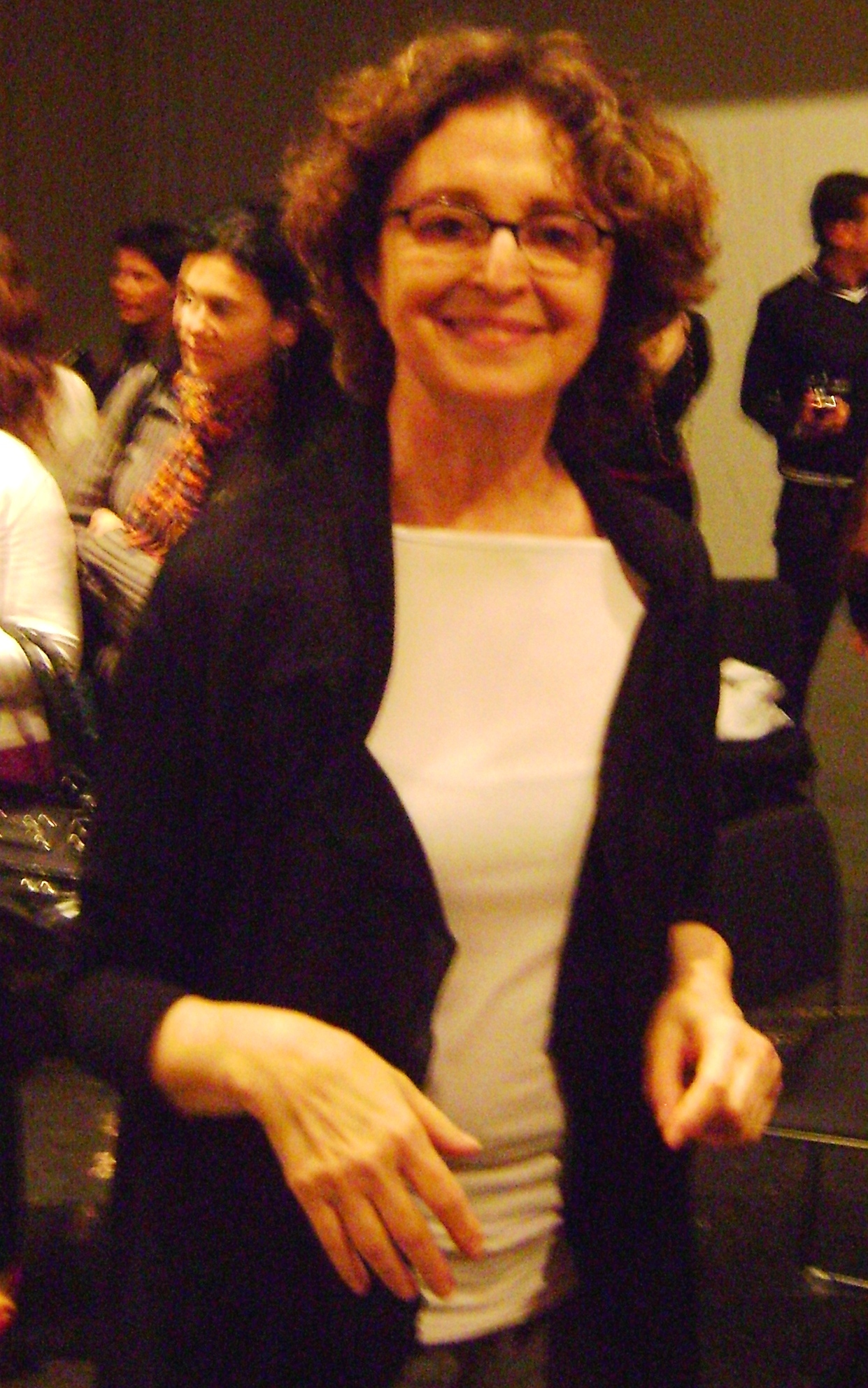
Ana Lúcia Torre interpretó el papel de Juracy Pitombo.

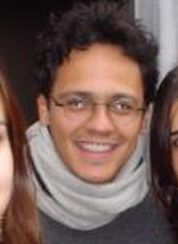
Danton Mello interpretó el papel de Peto (Cupertino).

Tieta fue una telenovela brasileña producida por Rede Globo y transmitida entre 14 de agosto de 1989 y 31 de marzo de 1990, con un total de 196 episodios.
Protagonizada por  Betty Faria,  Reginaldo Faria y José Mayer junto con Joana Fomm, Armando Bógus y Françoise Forton en los roles antagónicos junto con la actuación estelar de Lídia Brondi , Bemvindo Sequeira y  Marcos Paulo y los primeros actores Arlete Salles y Yoná Magalhães. 
Fue escrita por Aguinaldo Silva, Ana Maria Moretzsohn y Ricardo Linhares, y dirigida por Reynaldo Boury, Ricardo Waddington y Luiz Fernando Carvalho, con la dirección de Paulo Ubiratan.
Es una adaptación de la obra de Jorge Amado, titulada Tieta do Agreste, escrita en 1977. Fue una telenovela de gran éxito en Brasil e Hispanoamérica, consolidó internacionalmente a Betty Faria como una de las divas de la televisión latinoamericana.

## Trama
Cuenta la historia de Tieta, una adolescente que vive en un pueblo lejano con su padre y sus hermanas. La trama comienza cuando Tieta es golpeada violentamente por su padre, ya que este se sintió deshonrado por ella. El padre de Tieta se había enterado por una de las hijas de que esta todas las noches se iba a la casa de un hombre mayor a tener relaciones sexuales y así, también, ser su amante. Humillada, Tieta va a São Paulo huyendo de todas las personas que también la habían insultado anteriormente en la población de Santana do Agreste, en el norte brasilero.
Veinticinco años más tarde, vuelve inesperadamente a Santana Do Agreste, con mucho dinero y exuberante, decidida a vengarse de su familia y de algunas personas que le hicieron daño. En el día de su llegada en el pueblo, se estaba haciendo un rezo en su memoria, pero Tieta llega e interrumpe la celebración a decir el malentendido. Más tarde, la misma se da cuenta de muchas cosas, entre ella, que las personas de Santana Do Agreste siguen siendo las mismas y que el pueblo no había tenido ningún cambio. Tieta tiene su presencia en el pueblo también con la finalidad de cambiar la rutina de los residentes del pueblo. Para sorprender a la familia y a las otras, Tieta aceptó participar con su sobrino, el joven seminarista Ricardo, hijo de su hermana Perpetua, quien la fastidiaba hace muchos años atrás, para convertirse en un sacerdote.
Más tarde, Ascanio es un idealista que sueña con el progreso de Santana do Agreste. Contra el progreso esta el capitán Darío que trata de conservar y preservar al pueblo de Santana Do Agreste. A pesar de las diferencias, Ascanio y Darío son buenas personas, pero con diferentes puntos de vista sobre el mundo. Para hacer realidad su sueño de traer el progreso a Santana do Agreste, Ascanio, como secretario del alcalde del pueblo, Artur de Tapitanga, que hace facilitar la entrada en la ciudad a Mirko Stefano, sin saber que este traía una industria altamente contaminante, lo que nadie sabía que podía poner fin a la naturaleza del sitio. Mirko Stefano es en realidad el hijo del alcalde Artur Tapitanga (Arturzinho), que salió de la ciudad hace muchos años atrás y juro venganza contra su padre por la muerte de su madre.

## Producción
El inicio original de la serie presentaba unas tomas de la modelo Isadora Ribeiro.
Se diseñaron más de mil figurines para la novela.
Se creó una Santana do Agreste de 46 predios, 2 iglesias, 8 calles, 2 plazas, un circo abandonado y 15 ruinas en un área de 10,000m², en Guaratiba, en Río de Janeiro.
Esta novela se caracterizó por un elenco entrañable y notable en sus actuaciones, donde cada personaje sería recordado con cariño por la audiencia. Especial mención merece la actuación de Joana Fomm, la cómica villana moralista "Perpetua" hermana de Tieta cuya caracterización ha sido una de las mejores que se hayan realizado en la historia de las telenovelas.

## Reparto
- Betty Faria - Tieta (Antonieta Esteves)
- Joana Fomm - Perpétua Esteves
- Cássio Gabus Mendes - Ricardo
- José Mayer - Osnar
- Reginaldo Faria - Ascânio Trindade
- Lídia Brondi - Leonora
- Yoná Magalhães - Tonha
- Sebastião Vasconcelos - Zé Esteves
- Arlete Salles - Carmosina
- Tássia Camargo - Elisa
- Paulo Betti - Timóteo
- Ary Fontoura - Coronel Artur da Tapitanga
- Paulo José - Gladstone
- [[Armando Bógus - Modesto Pires
- Marcos Paulo - Arturzinho da Tapitanga (Mirkos Stephano)
- Luciana Braga]] - Imaculada
- Lília Cabral - Amorzinho
- Rosane Gofman - Cinira
- Cláudio Corrêa e Castro - Padre Mariano
- Miriam Pires - Dona Milú
- Luíza Tomé - Carol
- Bete Mendes - Aída
- Benvindo Siqueira - Bafo de Bode
- Elias Gleizer - Jairo
- Roberto Bonfim - Amintas
- Otávio Augusto - Marcolino Pitombo
- Ana Lúcia Torre - Juracy Pitombo
- Renato Consorte - Chalita
- Flávio Galvão - Comandante Dário
- Cláudia Alencar - Laura
- Cláudia Magno - Silvana
- Françoise Forton - Helena
- Liana Duval - Rafa (Rafaela)
- Paulo César Grande - Rosalvo
- Iara Jamra - Assuntinha Ferreira
- Roberto Frota - Leôncio
- Maria Helena Dias - Zuleica Cinderela
- Cristina Galvão - Filomena
- Ênio Santos - Seu Terto
- Danton Mello - Peto (Cupertino)
- Renata Castro Barbosa - Letícia
- Cidinha Milan - Cora
- Chaguinha- Pirica
- Andrea Paola  - Araci
- Simone Carvalho- Bebe
- Jorge Dória - Pastor Possidônio Antunes
- Miguel Falabella - Miguel
- Rogéria - Ninete

### Participaciones especiales
- Cláudia Ohana - Tieta
- Herson Capri - Lucas
- José de Abreu - Mascate
- José Lewgoy - Leovigildo
- Adriana Canabrava - Perpétua
- Ingra Liberato - Tonha
- Leonardo Brício - Amintas
- Thaís de Campos - Carmosina
- Marcos Winter - Osnar
- Edson Fieschi - Ascânio
- Marília Barbosa - Cláudia Bruno

## Banda sonora

### Nacional 1
1. Meia Lua Inteira - Caetano Veloso
2. Tudo o Que se Quer (All I Ask of You) - Emílio Santiago e Verônica Sabino
3. No Rancho Fundo - Chitãozinho & Xororó
4. Paixão Antiga - Tim Maia
5. Paixão de Beata (Neném de Mulher) - Pinto do Acordeón
6. Tieta - Luiz Caldas (tema de abertura)
7. Segredos da Noite - Instrumental
8. Coração do Agreste - Fafá de Belém
9. Eu e Você - José Augusto
10. Cadê o Meu Amor - Quinteto Violado
11. Amor Escondido - Fagner
12. Por Você, com Você - Guilherme Arantes
13. Tenha Calma - Maria Bethânia
14. Imaculada - Instrumental

### Nacional 2
1. Imaculada - Elba Ramalho
2. Uma Nova Mulher - Simone
3. Dancei - Martinho da Vila
4. Alguém me Disse - Gal Costa
5. A Lua e o Mar - Moraes Moreira e Pepeu Gomes
6. Água na Boca - 3 do Nordeste
7. Urbana - Ary Sperling
8. Luar do Sertão - Roberta Miranda
9. Indo e Vindo (One for the Road) - Paulo Ricardo
10. Vem Morena - Nana Caymmi
11. Doida Pra te Amar - Nando Cordel com participação especial de Amelinha
12. Sinceridade (Sinceridad) - João Bosco
13. Toucan's Dance - Sérgio Mendes
14. O Comandante (Star Spangled Banner)/O Bêbado - Banda de Santana do Agreste

### Especial
1. Meia Lua Inteira - Caetano Veloso
2. Tudo o Que se Quer (All I Ask of You) - Emílio Santiago e Verônica Sabino
3. Coração do Agreste - Fafá de Belém
4. No Rancho Fundo - Chitãozinho & Xororó
5. Uma Nova Mulher - Simone
6. Amor Escondido - Fagner
7. Tieta - Luiz Caldas
8. Imaculada - Elba Ramalho
9. Dancei - Martinho da Vila
10. Tenha Calma - Maria Bethânia
11. Paixão de Beata (Neném de Mulher) - Pinto do Acordeón
12. Alguém me Disse - Gal Costa
13. Vem Morena - Nana Caymmi (tema de Carol)
14. Luar do Sertão - Roberta Miranda
15. O Comandante (Star Spangled Banner)/O Bêbado - Banda de Santana do Agreste

## Curiosidades
- Exhibida entre 14 de agosto de 1989 e 31 de marzo de 1990 en 197 capítulos.
- Inicialmente, Tieta fue una miniserie. En 1988, Betty Faria compró los derechos de la obra, vendidos para Globo, con la condición de ser protagonista.
- Posteriormente se rehízo la serie en 145 capítulos.
- Cláudia Ohana hizo el papel Tieta adolescente.
- Joana Fomm en el papel de Perpetua, hermana y antagonista de Tieta, tuvo escenas muy destacadas como al ser descubierta que era calva así como lo que contenía la caja misteriosa que poseía.
- Otras situaciones interesantes fueron: Carmosina (Arlete Salles) que abría correspondencia ajena; Modesto Pires (Armando Bogus) con su amante Carol (Luiza Tomé); el Coronel Artur da Capitanga (Ary Fontoura) y sus niñas incluyendo a Imaculada (Luciana Braga), que amaba a Ricardo (Cássio Gabus Mendes); Bafo de Bode (Benvindo Siqueira); Padre Mariano (Cláudio Correa e Castro) y sus monjas, Cinira (Rosane Gofman) e Amorzinho (Lília Cabral); la amistad de Osnar (José Mayer); Amintas (Roberto Bonfim); Ascânio (Reginaldo Faria) y Timóteo (Paulo Betti); el Comandante Dário (Flávio Galvão) y su esposa, Laura (Cláudia Alencar); la “Casa de la Luz Roja”, un prostíbulo administrado por Zuleika Cinderela (Maria Helena Dias); doña Milú (Miriam Pires) y el famoso Misterio. Entre otros.
- Con la muerte de José Esteves (Sebastião Vasconcelos), Tonha (Yoná Magalhães), madrastra de Tieta (Betty Faria), se involucra con Arturzinho (Marcos Paulo), hijo del Coronel Artur da Tapitanga (Ary Fontoura).
- Betty Faria lanzó su línea de ropa Tieta by Betty Faria.
- La novela causó problemas legales y religiosos por la relación de Tieta con su sobrino.
- Tássia Camargo quien interpretó a Elisa, se volvió tan famosa que apareció en la portada de Playboy, en diciembre de 1989.
- Betty Faria también apareció en la portada de Playboy México.
- El tema de apertura tuvo una versión en español interpretada por Luiz Caldas para los países algunos hispanohablantes.

## Emisión internacional
- Tieta se transmitió en México por el Canal 13 (entonces perteneciente a Imevisión) del 30 de septiembre de 1991 al 10 de abril de 1992 a las 11:00 de la noche, siendo sustituida por otra novela de Rede Globo, Roque Santeiro; posteriormente se retransmitió de noviembre de 1992 hasta marzo de 1993 en el mismo canal a las 3:30 de la tarde.
- Durante la transmisión en Megavisión (Chile), las escenas de la introducción eran censuradas con una banda que cubría los pechos desnudos de la modelo, con la frase "Tieta de Agreste".
- En Venezuela se transmitió a través del canal Televen en el año 1991 y, al igual que en el caso de Chile, las escenas de la introducción también fueron censuradas con una banda que cubría los pechos desnudos de la modelo, solo que con el nombre de "Tieta".
- En Argentina se transmitió por Canal 9 en 1990 en horario nocturno, con la canción de apertura en español y con la introducción editada.